# Photoscotosia
Photoscotosia är ett släkte av fjärilar. Photoscotosia ingår i familjen mätare.

## Bildgalleri

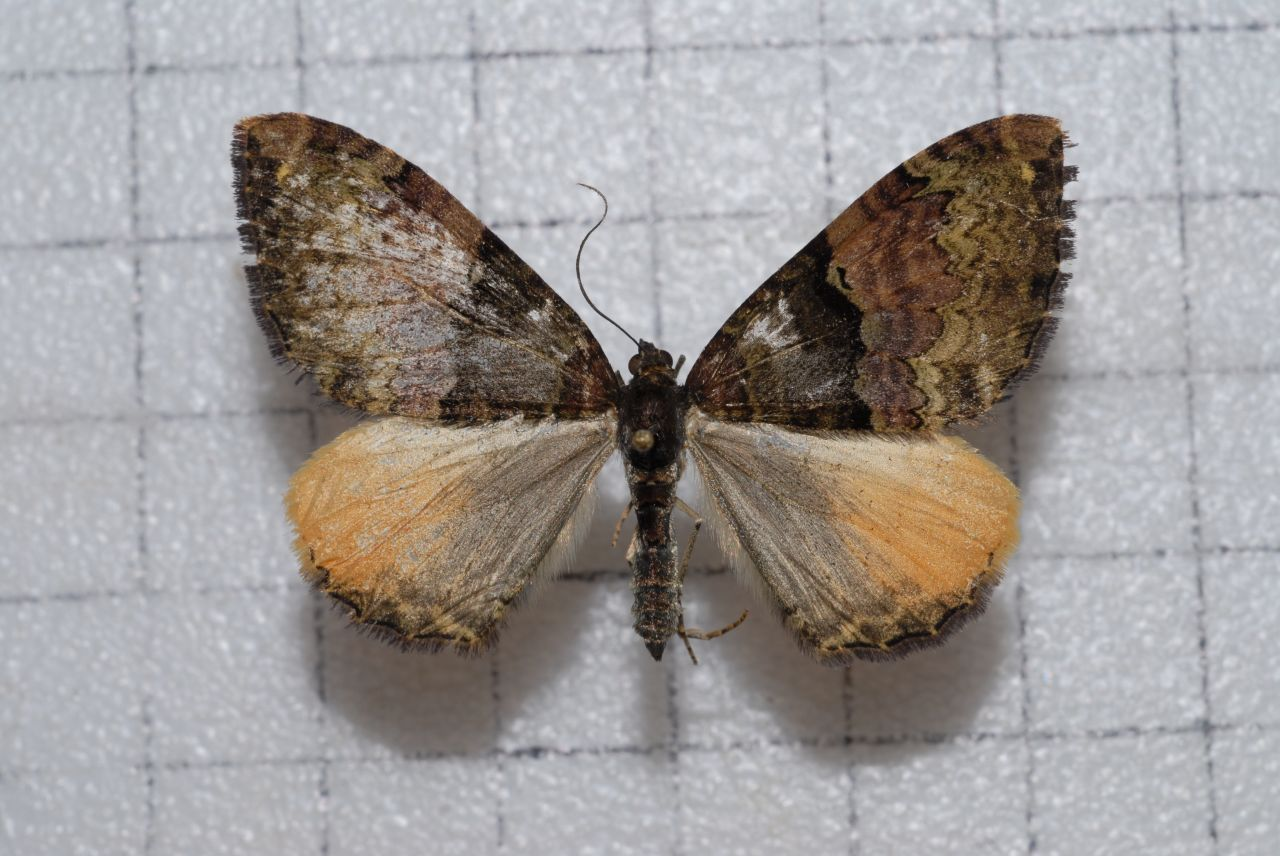
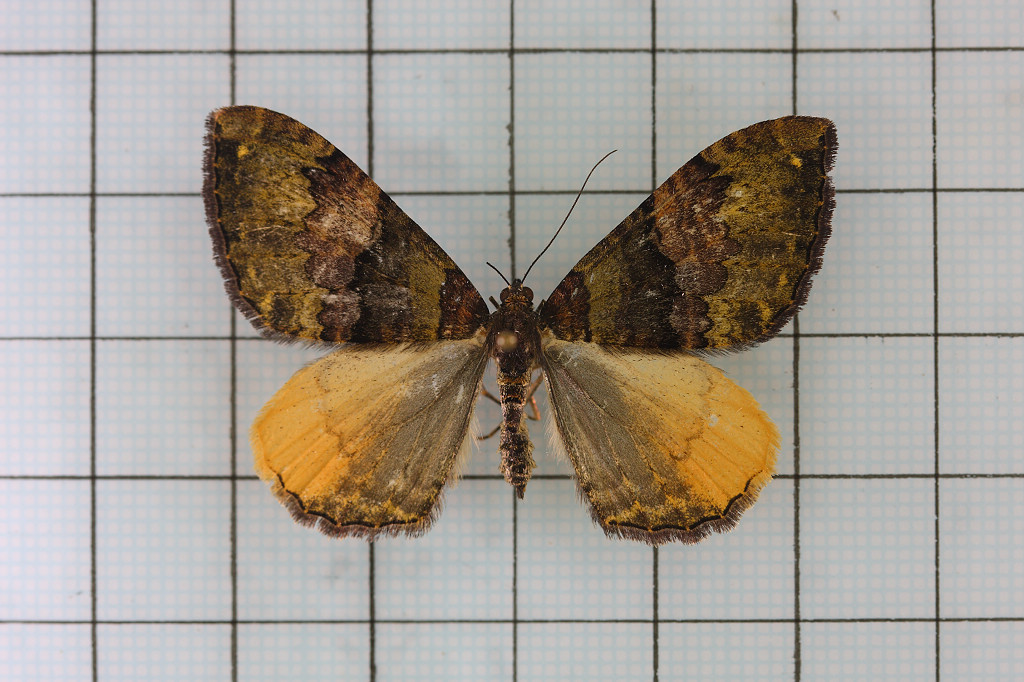
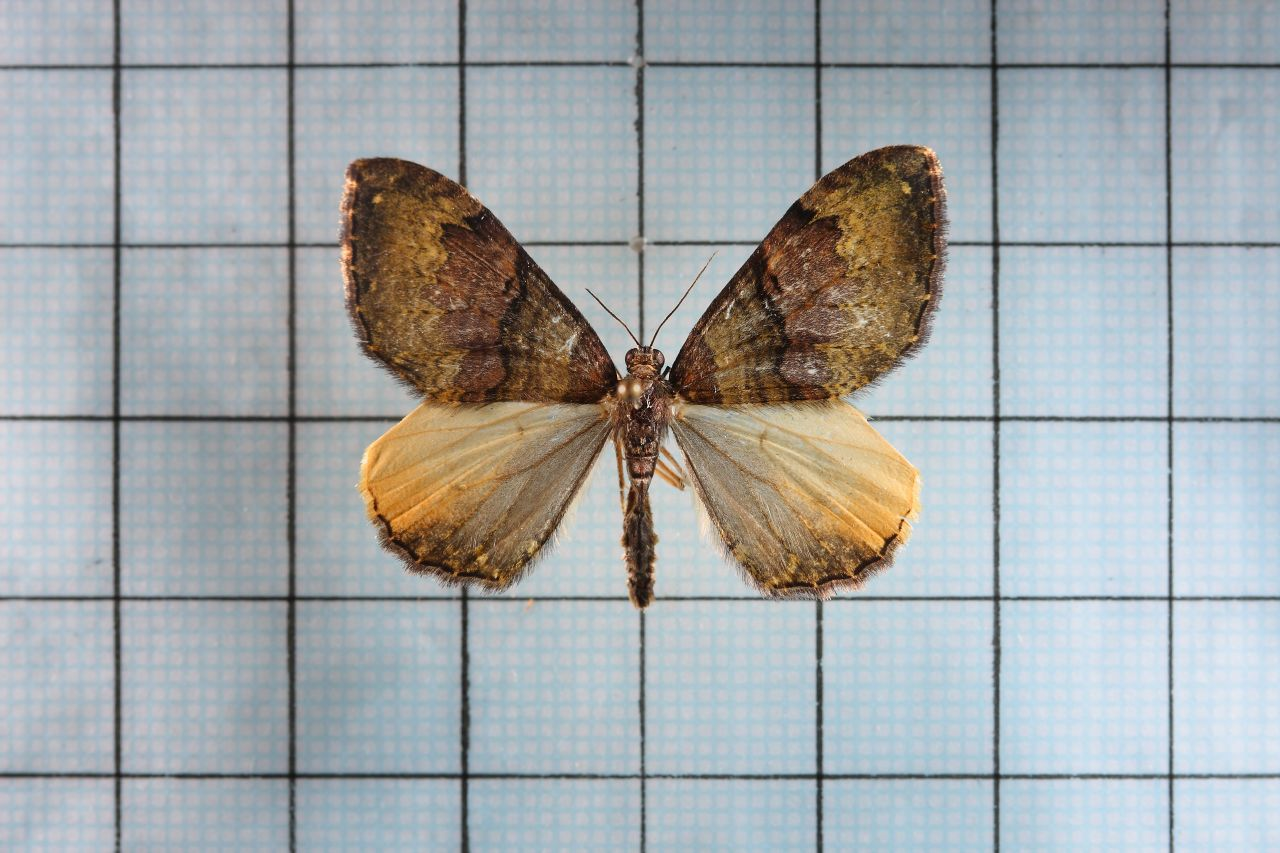
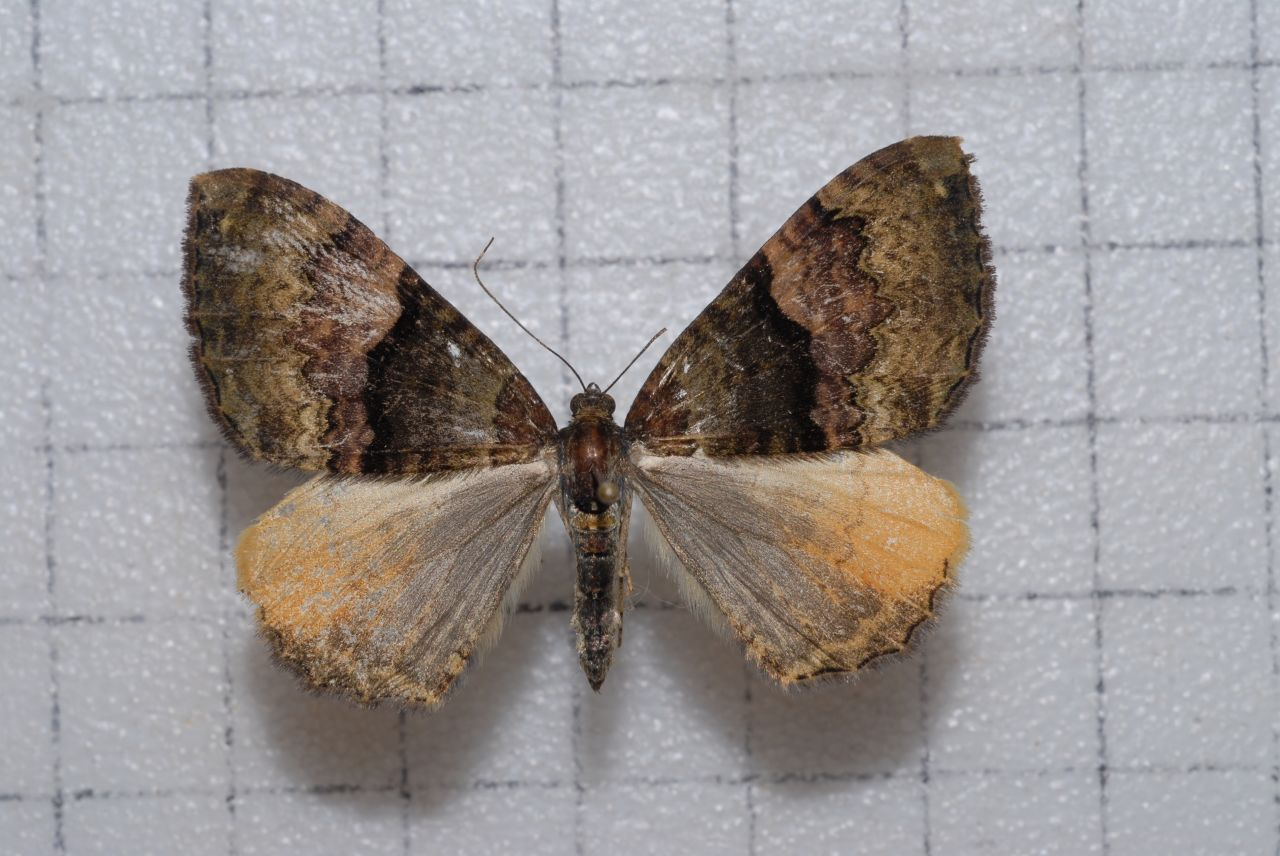

## Dottertaxa tillPhotoscotosia, i alfabetisk ordning[1]
- Photoscotosia achrolopha
- Photoscotosia albapex
- Photoscotosia albiplaga
- Photoscotosia albomacularia
- Photoscotosia amplicata
- Photoscotosia annubilata
- Photoscotosia antitypa
- Photoscotosia apicinotaria
- Photoscotosia atrifasciata
- Photoscotosia atromarginata
- Photoscotosia atrophicata
- Photoscotosia atrostrigata
- Photoscotosia chlorochrota
- Photoscotosia cupha
- Photoscotosia dejeani
- Photoscotosia dejuncta
- Photoscotosia dejuta
- Photoscotosia diochoticha
- Photoscotosia dipegaea
- Photoscotosia erebenna
- Photoscotosia eudiosa
- Photoscotosia eutheria
- Photoscotosia fasciaria
- Photoscotosia ferrearia
- Photoscotosia fulguritis
- Photoscotosia funebris
- Photoscotosia fusca
- Photoscotosia indecora
- Photoscotosia insularis
- Photoscotosia isosticta
- Photoscotosia keraria
- Photoscotosia leechi
- Photoscotosia leuconia
- Photoscotosia lucicolens
- Photoscotosia metachryseis
- Photoscotosia mimetica
- Photoscotosia miniosata
- Photoscotosia multilinea
- Photoscotosia multiplicata
- Photoscotosia nitida
- Photoscotosia nonfasciata
- Photoscotosia nubilata
- Photoscotosia obliquisignata
- Photoscotosia palaearctica
- Photoscotosia pallifasciaria
- Photoscotosia penguionaria
- Photoscotosia polysticha
- Photoscotosia postmutata
- Photoscotosia prasinotmeta
- Photoscotosia propugnataria
- Photoscotosia prosenes
- Photoscotosia prosphorosticha
- Photoscotosia rectilinearia
- Photoscotosia reducta
- Photoscotosia reperta
- Photoscotosia rivularia
- Photoscotosia sericata
- Photoscotosia stigmatica
- Photoscotosia tonchignearia
- Photoscotosia trisignata
- Photoscotosia undulosa
- Photoscotosia velutina